# Xã Castlewood, Quận Hamlin, South Dakota
Xã Castlewood (tiếng Anh: Castlewood Township) là một xã thuộc quận Hamlin, tiểu bang Nam Dakota, Hoa Kỳ. Năm 2010, dân số của xã này là 226 người.